# Ocke
Ocke is een plaats in de gemeente Åre in het landschap Jämtland en de provincie Jämtlands län in Zweden. De plaats heeft 80 inwoners (2005) en een oppervlakte van 39 hectare. De plaats ligt aan het de rivier de Indalsälven en gedeeltelijk aan het meer Ockesjön, wat eigenlijk een verbreed deel van deze rivier is.